# Muscovite Lakes Park
Muscovite Lakes Park är en park i Kanada.   Den ligger i provinsen British Columbia, i den centrala delen av landet, 3 500 km väster om huvudstaden Ottawa. Muscovite Lakes Park ligger 680 meter över havet.
Terrängen runt Muscovite Lakes Park är platt. Trakten runt Muscovite Lakes Park är nära nog obefolkad, med mindre än två invånare per kvadratkilometer.. Det finns inga samhällen i närheten.
I omgivningarna runt Muscovite Lakes Park växer i huvudsak blandskog.